# ドゥストリク (ジザフ州)
ドゥストリク (ラテン文字:Dostlik, Dustlik、ウズベク語: Do`stlik / Дўстлик、ロシア語: Дустлик) はウズベキスタン・ジザフ州の都市である。州都のジザフからは北北東に約50kmの地点に位置する。2012年の人口は18,231人となっている。「ドストリク」と表記されることもある。

## 概要
1983年に都市として設立された。街の主な産業は織物産業である。